# Trochosa beltran
Trochosa beltran är en spindelart som först beskrevs av Cândido Firmino de Mello-Leitão 1942. 
Trochosa beltran ingår i släktet Trochosa och familjen vargspindlar. Inga underarter finns listade i Catalogue of Life.